# Trichosteleum rubrisetum
Trichosteleum rubrisetum är en bladmossart som beskrevs av Georg Friedrich von Jaeger 1878. Trichosteleum rubrisetum ingår i släktet Trichosteleum och familjen Sematophyllaceae. Inga underarter finns listade i Catalogue of Life.